# Ettore Del Tetto
Ettore Del Tetto (Torino, 21 aprile 1889 – Procida, 18 aprile 1945) è stato un generale italiano, noto per aver abbandonato ai tedeschi la città di Napoli nei giorni seguenti all'armistizio di Cassibile, durante le quattro giornate di Napoli.

## Biografia
Torinese, figlio di Domenico Del Tetto e di Angela Proia, conosciuto anche come Deltetto.

### Accademia e Guerra di Italo-Turca
Terminata la Scuola Militare di Fanteria di Modena, frequentando il 48º Corso Allievi Ufficiali (dal 1908 al 1910), fu assegnato come sottotenente dei bersaglieri, al 9º Reggimento bersaglieri, partecipando coll'11º Reggimento bersaglieri attivamente alla guerra italo-turca in Libia nel 1911/1912 e meritandosi una medaglia d'argento e una di bronzo al valor militare.

### Prima Guerra Mondiale
Allo scoppio della prima guerra mondiale, con il grado di tenente, fu assegnato al 3º Battaglione bersaglieri, e promosso capitano (anzianità 12 settembre 1915), partecipando a tutto il conflitto.
Il 17 giugno 1917 trasferito dal Deposito del 9º Reggimento bersaglieri al Deposito bersaglieri di Torino.
Il 7 novembre 1917 assegnato, da già maggiore, al LV Battaglione bersaglieri in zona d'operazioni in Marmarica in Cirenaica italiana.
Rimpatriato il 4 luglio 1918, parte da Napoli per la zona di guerra: Poiana di Granfion (6 luglio 1918), Lovertino ove sosta per un periodo di esercitazione e di allenamento (7 luglio - 11 settembre 1918), Lissaro (11 settembre 1918), Villa del Conte (12 settembre 1918), Vallà (13-19 settembre 1918), San Vito (19 settembre 1918), Prati di Borso (19-21 settembre 1918), Monte Oro (Quota 1199) ove si disloca da Quota 1312 fino alle pendici occidentali di Quota 1139 (21 settembre 1918), Monte Oro (Quota 1503) in sostituzione del XXV Riparto d'Assalto (26 settembre 1918).
Il 5 ottobre 1918, rilevato dal I Battaglione del 239º Reggimento fanteria, ritorna a Vallà ove giunge il 6 ottobre 1918.
Il 21 ottobre 1918 è inviato presso Nervesa ed il 27 ottobre 1918 ritorna a Cà Le Marche, cioè quasi alla zona di partenza.
Il 29 ottobre 1918 è trasportato in autocarri fin presso il Ponte della Priula, ove seguendo il XXX Riparto d'Assalto, passa il Piave su di un ponte d'equipaggio e si dirige per Susegana e San Salvatore a Monte Cucco, che raggiunge la sera del 29 ottobre 1918 stesso, proseguendo il 30 ottobre 1918 per Santa Maria di Feletto ed Annese.
Ripresa la marcia, oltrepassa Vittorio Veneto e sosta nei pressi di Serravalle.
Il 31 ottobre 1918 si porta a San Floriano e di lì attacca Col Colesei che risulta occupato dal nemico.
Il LV Battaglione bersaglieri, sostituito più tardi dal II Battaglione del 269º Reggimento fanteria, ritorna a Serravalle.
Il 2 novembre 1918 è diretto verso Ponte nelle Alpi, il 3 novembre 1918 prosegue per Polpet e Longarone, ove lo coglie l'annunzio dell'Armistizio di Villa Giusti di Pietro Badoglio.

### Tra le due Guerre Mondiali
Il LV Battaglione bersaglieri è sciolto il 28 febbraio 1919.
Il 25 maggio 1919 è trasferito al 3º Battaglione bersaglieri.
L'8 giugno 1924, da maggiore fuori quadro in servizio di Stato Maggiore nel 54º Reggimento fanteria "Umbria", fu assegnato e trasferito alla Scuola di Guerra di Torino quale insegnante aggiunto rimanendo però fuori quadro in servizio di Stato Maggiore.
Passò dal 10 ottobre 1925 allo Stato Maggiore della Divisione Militare di Alessandria e poi, nel 1932 Aiutante di Campo nella II Brigata della 2ª Divisione Militare di Novara del I Corpo d'Armata di Torino.
Da tenente colonnello (anzianità 1º dicembre 1926) fu incaricato del comando del Distretto Militare di Mondovì, che resse fino al 19 maggio 1937 per poi passare il 20 maggio 1937 al Comando del I Corpo d'Armata di Torino.
Da colonnello (anzianità 22 maggio 1935), comandò il 44º Reggimento fanteria "Forlì" dal 10 giugno 1937 ed il 3 giugno 1938 fu nominato Cavaliere dell'Ordine dei Santi Maurizio e Lazzaro.

### Seconda Guerra Mondiale
Promosso generale di brigata il 15 aprile 1941 con anzianità dal 1º gennaio 1941 e poi generale di divisione (fuori quadro) il 28 marzo 1943, fu assegnato come comandante prima presso la Difesa Territoriale di Bolzano, poi al comando del I Corpo d'Armata di Torino per incarichi speciali, e poi ancora al Comando della Zona Militare di Napoli ed infine, dal 16 agosto 1943, al Comando Territoriale di Napoli del XIX Corpo d'Armata.
Qui lo colse l'8 settembre e l'intero suo Comando della Difesa Territoriale si dissolse subito, essendo formato in larga parte da truppe a reclutamento locale e sedentario con scarso inquadramento: la stragrande maggioranza dei soldati tornò alle proprie case e anche Napoli cadde in mano ai tedeschi come il resto della penisola.

### Il Processo
Il generale Del Tetto, insieme al generale Riccardo Pentimalli, comandante del XIX Corpo d'Armata di Napoli, fu accusato di collaborazionismo e della mancata difesa della città, abbandonata dai due generali allontanatisi in abiti borghesi.
Per l'accusa di collaborazionismo fu lo stesso Alto Commissario per la punizione dei delitti fascisti a prosciogliere Del Tetto, difeso dall'avvocato Guido Tedeschi, "perché il fatto non sussiste" ma, processato per "abbandono di comando", con sentenza dichiarata inappellabile, il 24 dicembre 1944 fu condannato dall'Alta Corte di Giustizia a 20 anni di reclusione perché, nonostante venisse riconosciuta "la schiacciante superiorità delle forze germaniche", i difensori italiani avrebbero potuto fare "qualcosa di più e meglio".
L'inappellabilità però inficiava la legittimità formale della sentenza e il 27 dicembre 1946 la Corte di cassazione stabilì che le sentenze dell'Alta Corte erano inappellabili solo se "giuste", riconobbe che in precedenza v'era stata "l'inosservanza di quel minimo di elementi che garantiscono il regolare svolgimento di un processo", annullò la sentenza dell'Alta Corte.
Nel frattempo però Del Tetto era deceduto improvvisamente il 18 aprile 1945, a soli 56 anni, nel carcere dell'isola di Procida, per una perforazione gastrica fulminante dopo aver minacciato, una volta uscito di "rivelare cose imbarazzanti, per molta gente".
La sentenza di assoluzione interessò, quindi, soltanto Pentimalli, che venne completamente riabilitato.

## Onorificenze
tramutata nella seguente: